# Mariucci Arena
Mariucci Arena är hemmaarena för Minnesota Golden Gophers herrlag i ishockey. Omkring 10 000 åskådare ryms i arenan. Arenan öppnade 1993 och är namngiven efter John Mariucci, tidigare coach för ishockeylaget. Arenan ligger bredvid den mindre Ridder Arena, som är hemmaplan för damlaget. 